# Prado Negro

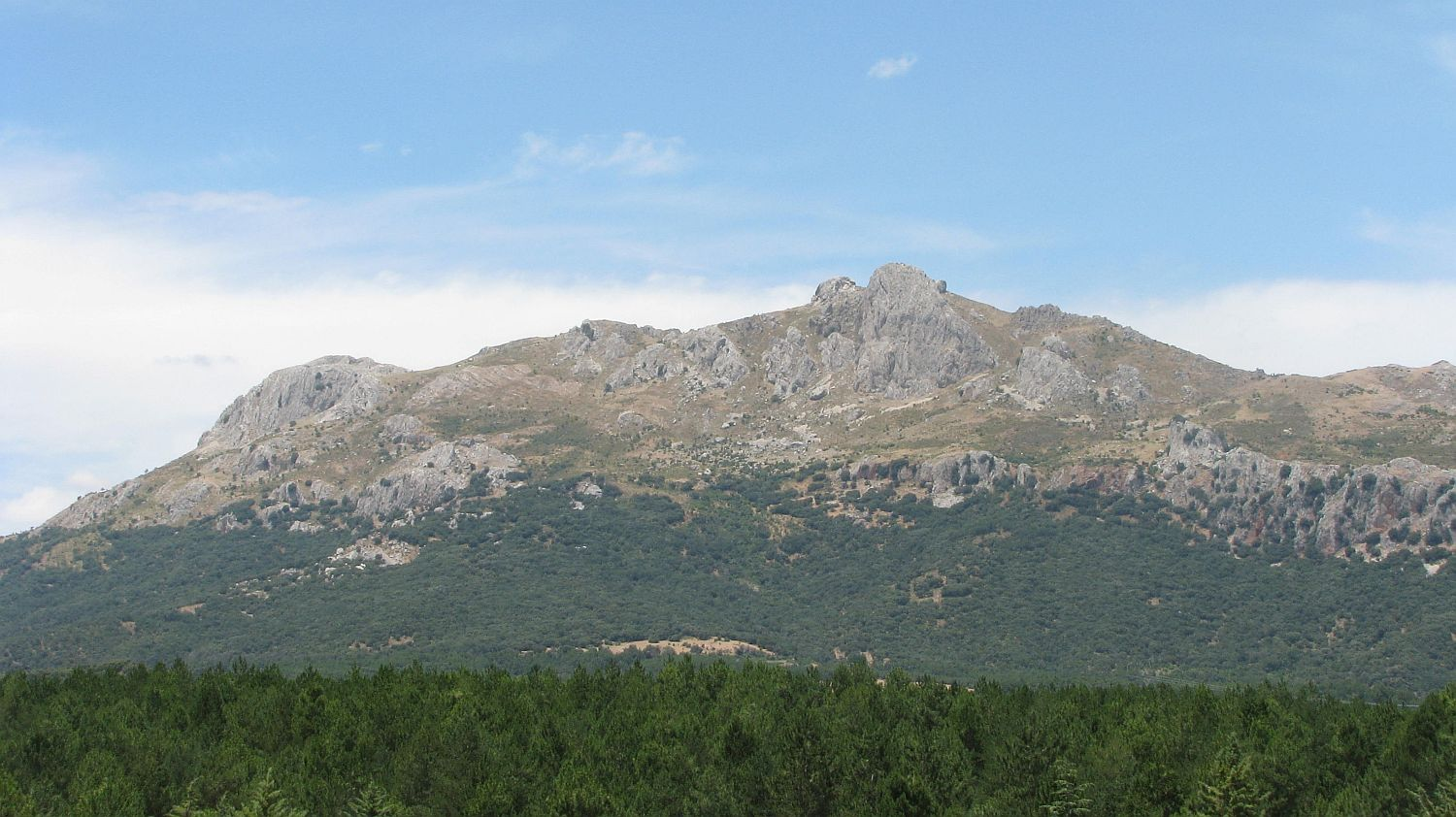
Cara sur del Majalijar, máxima elevación de la Sierra de Cogollos, cerca de Prado Negro

Prado Negro es una localidad y pedanía española perteneciente al municipio de Huétor Santillán, en la provincia de Granada. Está situada en el extremo nororiental de la comarca de la Vega de Granada, y limítrofe con el parque natural de la Sierra de Huétor. Cerca de esta localidad se encuentran los núcleos de El Molinillo y Diezma.

## Historia
Actualmente se encuentra en el Museo Arqueológico y Etnológico de Granada el denominado Tesoro de la Cueva del Agua (2500 a. C.), descubierto cerca de Prado Negro.
La primera mención documentada de esta pequeña aldea data del año 1500, cuando se señala su condición de paso natural para los viajeros que iban desde el Levante a Granada.

## Demografía
La despoblación rural comenzó a partir de los años 1960. Según el Instituto Nacional de Estadística de España, en el año 2024 Prado Negro contaba con 51 habitantes censados, lo que representa el 2,63% de la población total del municipio.

### Evolución de la población
| Gráfica de evolución demográfica de Prado Negro entre 2014 y 2024 |
|                                                                   |
| Datos según el nomenclátor publicado por el INE.                  |

## Comunicaciones

### Carreteras
Cerca de esta pedanía pasa la autovía A-92, cuya salida 264 le da acceso directo.
Algunas distancias entre Prado Negro y otras ciudades:
| Ciudades         | Distancia (km) |
| ---------------- | -------------- |
| Huétor Santillán | 17             |
| Granada          | 29             |
| Jaén             | 111            |
| Almería          | 139            |
| Murcia           | 258            |

## Cultura

### Fiestas
Prado Negro celebra sus fiestas patronales en torno al 25 de julio, en honor a Santiago Apóstol.